# Marie Hermanson

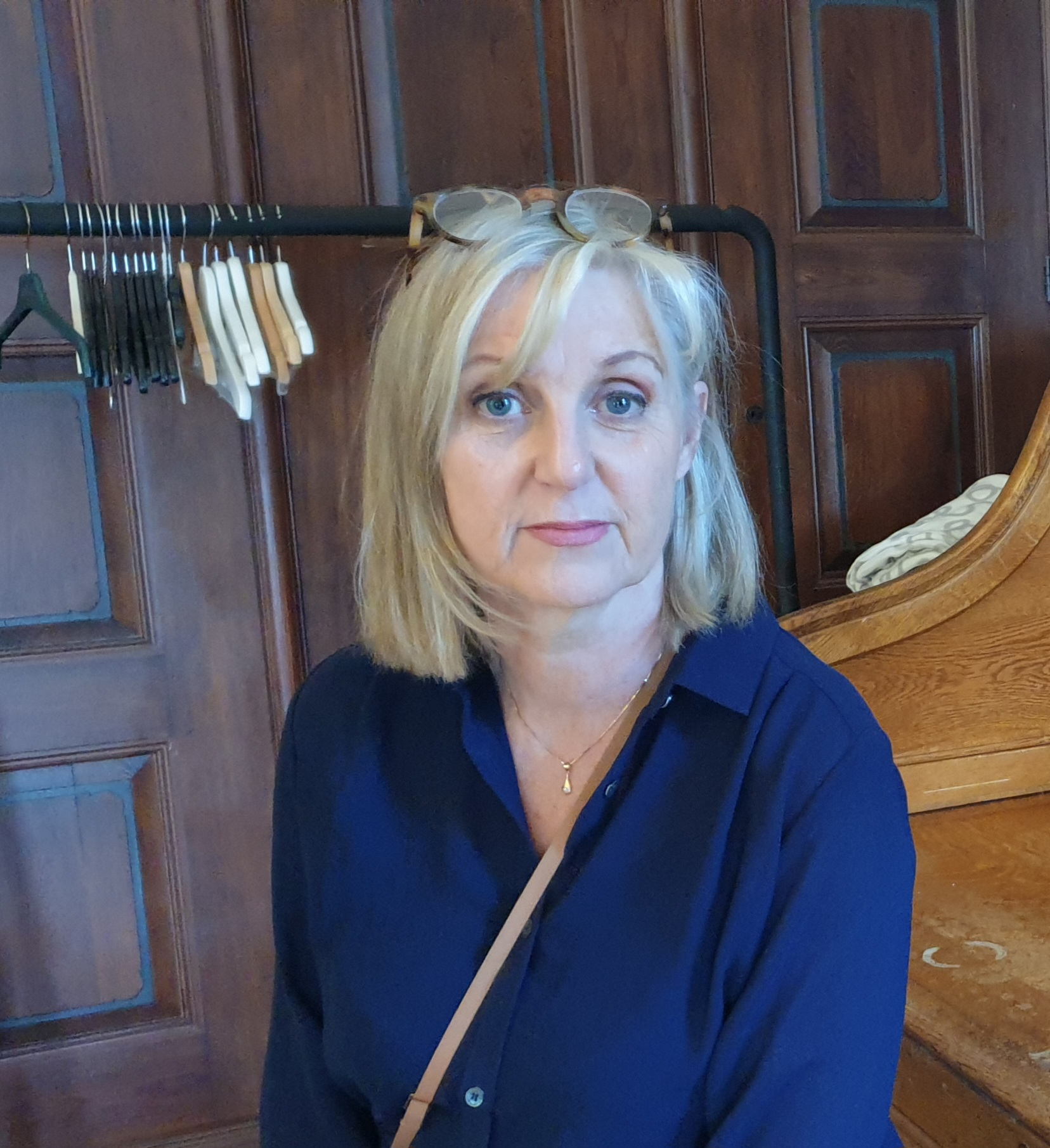
Marie Hermanson (2024)

Marie Hermanson (* 1956 in Göteborg) ist eine schwedische Schriftstellerin und Journalistin.

## Leben
Marie Hermanson wuchs in Sävedalen bei Göteborg auf. Sie besuchte die Journalistenhochschule in Göteborg und studierte Literaturwissenschaft und Soziologie an der Universität Göteborg. Neben dem Studium arbeitete sie als Pflegerin in einer psychiatrischen Klinik.
Nach ihrem Studium arbeitete sie als Journalistin bei verschiedenen Tageszeitungen.
1986 erschien ihr Debüt Det finns ett hål i verkligheten („Es gibt ein Loch in der Wirklichkeit“), ein Band mit Erzählungen, die von skandinavischen Märchen und Mythen inspiriert sind. Ihr Roman Die Schmetterlingsfrau wurde 1995 in Schweden für den renommierten August-Preis (Augustpriset) nominiert. Mit Muschelstrand gelang ihr auch international der Durchbruch. Auf Deutsch erschienen außerdem Das unbeschriebene Blatt (2004), Saubere Verhältnisse (2005), Der Mann unter der Treppe (2007) und Pilze für Madeleine (2009), alles Romane, in denen sie nach eigener Aussage „den alltäglichen Horror in unserer eigenartigen Zeit“ thematisiert.
2011 erschien ihr Psychothriller Himmelstal.

## Werke
- Det finns ett hål i verkligheten. Erzählungen. Bonniers förlag, Stockholm 1986.
- Snövit. Roman. Bonniers förlag, Stockholm 1990.
- Tvillingsystrarna. Roman. Bonniers förlag, Stockholm 1993.
- Värddjuret. Roman. Bonniers förlag, Stockholm 1995.
  - Deutsch: Die Schmetterlingsfrau. Aus dem Schwedischen von Regine Elsässer, Suhrkamp Verlag, Frankfurt am Main, 2002, ISBN 978-3-518-45555-5.
- Musselstranden. Roman. Albert Bonniers förlag, Stockholm 1998.
  - Deutsch: Muschelstrand. Aus dem Schwedischen von Regine Elsässer, Suhrkamp Verlag, Frankfurt am Main 2001, ISBN 978-3-518-39890-6.
- Ett oskrivet blad. Roman. Albert Bonniers förlag, Stockholm 2001.
  - Deutsch: Das unbeschriebene Blatt. Aus dem Schwedischen von Regine Elsässer, Suhrkamp Verlag, Frankfurt am Main 2004, ISBN 978-3-518-45626-2.
- Hembiträdet. Roman. Albert Bonniers förlag, Stockholm 2004.
  - Deutsch: Saubere Verhältnisse. Aus dem Schwedischen von Regine Elsässer, Suhrkamp Verlag, Frankfurt am Main 2005, ISBN 978-3-518-45957-7.
- Mannen under trappan. Roman. Albert Bonniers förlag, Stockholm 2005.
  - Deutsch: Der Mann unter der Treppe. Aus dem Schwedischen von Regine Elsässer, Suhrkamp Verlag, Frankfurt am Main, 2007, ISBN 978-3-518-46064-1.
- Svampkungens son. Roman. Albert Bonniers förlag, Stockholm 2007.
  - Deutsch: Pilze für Madeleine. Aus dem Schwedischen von Regine Elsässer, Suhrkamp Verlag, Frankfurt am Main 2009, ISBN  978-3-518-46075-7.
- Das englische Puppenhaus. Erzählungen. Aus dem Schwedischen von Regine Elsässer, Suhrkamp Verlag, Berlin 2011, ISBN 978-3-518-46270-6.
- Himmelsdalen. Roman. Albert Bonniers förlag, Stockholm 2011.
  - Deutsch: Himmelstal. Aus dem Schwedischen von Regine Elsässer, Insel Verlag, Berlin 2012, ISBN 978-3-458-17530-8.
- Pestön. Roman. Albert Bonniers förlag, Stockholm 2021.
  - Deutsch: Die Pestinsel. Aus dem Schwedischen von Regine Elsässer, Insel Verlag, Berlin 2022, ISBN 978-3-458-68234-9.